# Crveni Grm
Crveni Grm je naseljeno mjesto u gradu Ljubuškom, Federacija BiH, BiH.

## Zemljopisni položaj i značajke
Naselje Crveni Grm nalazi se 8 kilometara jugozapadno od Ljubuškoga. Prostire se na 11,830 km2, najviše kote 219 m, a najniže 21 m. Osim zaseoka Radalj najčešće se dijeli prema rodovima: Hercezi, Pavlovići, Nižići, Kraljevići. Uglavnom je krševit kraj s manjim brdima i s poljem Jezerce preko kojega prolazi granica s Republikom Hrvatskom. Smješteno je uz regionalnu cestu Mostar - Ploče, te uz cestu Crveni Grm - Prolog, koja je od Ljubuškoga do lokaliteta Stražnice vodila do Marmontove ceste (tzv. Francuske ceste) i bila svojedobno cesta prvoga reda. Nakon njene izgradnje u austrougarsko doba, povezala je Crveni Grm sa svim susjednim gradovima (Ljubuški, Čapljina, Metković, Vrgorac) o čemu svjedoči spomen-ploča iz 1882. uklesana u stijenu pored ceste Crveni Grm - Teskera, na lokalitetu koji je i dobio ime Ploča i koji je uređen kao odmorište.

## Stanovništvo

### Popisi 1971. – 1991.
| Crveni Grm         |                |              |              |
| godina popisa      | 1991.          | 1981.        | 1971.        |
| Hrvati             | 1.077 (99,62%) | 956 (99,17%) | 986 (99,89%) |
| Muslimani          | 0              | 0            | 0            |
| Srbi               | 0              | 0            | 0            |
| Jugoslaveni        | 0              | 6 (0,62%)    | 0            |
| ostali i nepoznato | 4 (0,37%)      | 2 (0,20%)    | 1 (0,10%)    |
| ukupno             | 1.081          | 964          | 987          |

### Popis 2013.
| Crveni Grm         |              |
| godina popisa      | 2013.        |
| Hrvati             | 884 (99,89%) |
| Srbi               | 1 (0,11%)    |
| Bošnjaci           | 0            |
| ostali i nepoznato | 0            |
| ukupno             | 885          |

## Povijest
U Crvenom Grmu postoji veći broj pretpovijesnih kamenih gomila, dijelom oštećeneih i devastiranih. Mogu se pronaći u skupinama u okolici Jezerca, oko groblja Kukavice i u zaseocima Radalj i Kraljevići, kao i uz cestu Crveni Grm - Prolog nalazi na lokalitetu Gomile. Među njima je jedna na vrhu manjega brda opsega oko dvadeset metara i visina preko pet metara. Na istoimenu brdu nalazi se i gradina Radalj, na vrhu zaravni 20×25 m, koja je prekopana talijanskim rovom iz Drugoga svjetskoga rata. Ulomci keramike i žrvnjeva koji se mogu pronaći na obroncima okvirno je svrstavaju u brončano i željezno doba. Iz antičkoga doba nema većih i značajnijih nalaza. Na lokalitetu Doci 1984. pronađen je dobro obrađen kameni stup. Na zaravni 40×30 m vidi se obilje obrađenih kamenih kvadera, keramike i maltera, a pod zemljom se naziru supstrukcije zidova za koje se pretpostavlja da su dio ranokršćanske crkve. Na lokalitetu Greda, kilometar sjeveroistočno od sela iznad polja Jezerac, nalazi se grobište s 34 stećka: 10 škrinja i 24 ploče. Ukrašeno ih je pet i to s motivima križeva, rozeta, rubnih vrpca, polumjeseca, sunčeva vijenca i ljudskih figura.
U popisu katoličkoga hercegovačkog puka 1743. u Crvenom Grmu popisano je 49 žitelja, 31 odraslih i 18 djece (obitelj Prasac, dvije obitelji Matić, Račić, Ereš, Gavran, Marinović i Kozičić), a 1768. četiri obitelji (Nižić, Praščević, Erešević i Matić), s ukupno 47 žitelja.

## Obrazovanje
- Područna škola Osnovne škole Ivane Brlić Mažuranić iz Ljubuškog

## Šport
Malonogometni klub Oaza jedan je od najpoznatijih malonogometnih klubova na prostorima BiH. U svojim prepoznatljivim crvenim dresovima ekipa je dolazila do završnice mnogih turnira. Za klub je nastupao velik broj reprezentativaca BiH i Hrvatske.

## Vanjske poveznice
- MNK-Oaza Crveni Grm  Arhivirana inačica izvorne stranice od 6. listopada 2008. (Wayback Machine)